# 西芝加哥 (伊利諾伊州)
西芝加哥（英語：West Chicago）是一個位於美國伊利諾伊州杜佩奇縣的城市。

## 地理
西芝加哥的座標為41°53′18″N 87°12′35″W / 41.88833°N 87.20972°W，而該地的平均海拔高度為230米（即755英尺）。

## 人口
根據2010年美國人口普查的數據，西芝加哥的面積為40.12平方千米，當中陸地面積為39.25平方千米，而水域面積為0.87平方千米。當地共有人口27086人，而人口密度為每平方千米675.12人。